# Bibliographia Dramatica et Dramaticorum
Die Bibliographia Dramatica et Dramaticorum, ein von Reinhart Meyer herausgegebenes Nachschlagewerk, ist eine „[k]ommentierte Bibliographie der im ehemaligen deutschen Reichsgebiet gedruckten und gespielten Dramen des 18. Jahrhunderts nebst deren Bearbeitungen und Übersetzungen und ihrer Rezeption bis in die Gegenwart“. An dem Werk haben neben Reinhart Meyer unter anderem Wolfgang Fenner, Ulrich Krämer, Hans Simon-Pelanda, Eva Sixt und Albert Vetter mitgearbeitet.

## Ziele
Meyer fasst die Ziele der Bibliografie wie folgt zusammen:
- „Es sollte jeder auch noch so verstümmelte Dramentitel verifizierbar werden.“
- „Es sollte dem Benutzer der Zugang und die Handhabung der Bibliographie so einfach wie möglich gemacht werden.“
- „Den Bibliotheken und ihren Benutzern sollte […] so übersichtlich wie möglich geholfen werden.“[2]

## Bewertung
In Rezensionen wird Meyers „singuläres Unterfangen“ gelobt. Er habe unter anderem gezeigt, dass die Dramenproduktionen des 18. Jahrhunderts „wesentlich höher waren“ als man annahm. Für die Forschung sei diese Bibliografie „von unschätzbarem Wert“.

## Notizen
Die Arbeit an der Bibliografie, berichtet Meyer, sei besonders durch Bibliotheken erschwert worden, die ihre Bestände kaum oder gar nicht für die Benutzung oder Fernleihe freigaben. Außerdem seien die „Preise für eine Kopie […] teilweise horrend“. Damit seien Lücken in der Bibliografie zu erklären.
Das Projekt wurde von der Stiftung Volkswagenwerk und der Deutschen Forschungsgemeinschaft gefördert.
Die Bände der ersten Abteilung und die ersten dreißig Bände der zweiten Abteilung sind von 1986 bis 2009 im Max Niemeyer Verlag erschienen, die Bände 31 bis 34 von 2010 bis 2011 bei De Gruyter.
In Karl Goedekes Grundriss zur Geschichte der deutschen Dichtung aus den Quellen fehlen 98 Prozent der Titel vor 1750, die Meyer ermittelt hat.
Ein Teil des Forschungsmaterials für die Bände wird im Don Juan Archiv Wien aufbewahrt.

## Einzeltitel
Die drei Bände der ersten Abteilung sind alle 1986 erschienen.
In der Tabelle werden die Bände der zweiten Abteilung verzeichnet. Die Titel in der zweiten Abteilung sind je alphabetisch sortiert.
| Band | enthaltene Jahre | Erscheinungsjahr |
| ---- | ---------------- | ---------------- |
| 1    | 1700             | 1993             |
| 2    | 1701–1708        | 1993             |
| 3    | 1709–1716        | 1993             |
| 4    | 1717–1721        | 1994             |
| 5    | 1722–1725        | 1996             |
| 6    | 1726–1729        | 1996             |
| 7    | 1730–1732        | 1997             |
| 8    | 1732–1733        | 1997             |
| 9    | 1734–1736        | 1997             |
| 10   | 1736–1738        | 1998             |
| 11   | 1739–1741        | 1998             |
| 12   | 1742–1744        | 1999             |
| 13   | 1745–1747        | 1999             |
| 14   | 1748–1750        | 2000             |
| 15   | 1750–1752        | 2001             |
| 16   | 1752–1753        | 2002             |
| 17   | 1754–1755        | 2002             |
| 18   | 1755–1757        | 2003             |
| 19   | 1758–1760        | 2003             |
| 20   | 1761–1763        | 2004             |
| 21   | 1764–1766        | 2004             |
| 22   | 1766–1768        | 2004             |
| 23   | 1768–1770        | 2005             |
| 24   | 1770–1772        | 2005             |
| 25   | 1772–1774        | 2006             |
| 26   | 1775–1777        | 2007             |
| 27   | 1778–1780        | 2007             |
| 28   | 1781–1783        | 2008             |
| 29   | 1784–1789        | 2009             |
| 30   | 1787–1789        | 2009             |
| 31   | 1790–1791        | 2010             |
| 32   | 1792–1793        | 2010             |
| 33   | 1794–1796        | 2011             |
| 34   | 1796–1797        | 2011             |